# Asterope pechueli
Asterope pechueli is een vlinder uit de onderfamilie Biblidinae van de familie Nymphalidae. De wetenschappelijke naam van de soort is voor het eerst geldig gepubliceerd in 1879 door Hermann Dewitz.